# Kulibin-Nunatak
Der Kulibin-Nunatak (russisch Нунатак Кулибина Nunatak Kulibina) ist ein vollkommen isolierter Nunatak im ostantarktischen Coatsland. Er ragt westlich der Shackleton Range am Rand des Filchner-Ronne-Schelfeises auf.
Russische Wissenschaftler benannten ihn nach dem russischen Mechaniker und Erfinder Iwan Petrowitsch Kulibin (1735–1818).